# Mariši Täfärī
La Mariši Täfärī (amarico: ማርሽ ተፈሪ, «Marcia di Tafari»), altrimenti nota con le parole del primo verso «ኢትዮጵያ ሆይ ደስ ይበልሽ», Ītyoṗya hoyi däsi yibäliši («Etiopia sii felice»), fu l'inno nazionale dell'Impero d'Etiopia sotto il regno di Hailé Selassié. Scritto dal compositore armeno Kevork Nalbandian nel 1926, l'Inno fu eseguito per la prima volta in occasione dell'incoronazione dell'Imperatore il 2 Novembre 1930. Eccezion fatta per il periodo in cui l'Etiopia fu annessa all'Impero Coloniale Italiano, in cui l'unico Inno consentito era la Fanfara e Marcia Reale d'Ordinanza piuttosto che Giovinezza, la Marcia Tafarì rimase Inno Nazionale finché l'Imperatore non fu estromesso a seguito del colpo di Stato messo in atto dai componenti del Governo Militare Provvisorio dell'Etiopia Socialista il 12 marzo 1975.

## Le origini
Nel 1924 l'allora Principe Ras Taffari (poi Imperatore Hailé Selassié) durante una visita al Quartiere Armeno di Gerusalemme unitamente al proprio seguito si imbatté in una banda musicale composta da 40 orfani armeni dai 18 ai 25 anni fuggiti in Terra Santa nel 1918 per mettersi in salvo dalle persecuzioni poste in essere nella vicenda del Genocidio armeno. Il Principe rimase talmente impressionato dalla bravura dei ragazzi che chiese ed ottenne di poterli portare con sé ad Addis Abeba. In terra etiope il gruppo fu nominato Arba lijoch che in Lingua Amarica significa, appunto, quaranta ragazzi. Affinché tutto si adempisse in ordine all'incoronazione per il titolo di Imperatore d'Etiopia, il Principe commissionò ai quaranta ragazzi di comporre un Inno Nazionale per l'Impero d'Etiopia. Sotto la direzione musicale del Maestro Kevork Nalbandian, anch'egli orfano a seguito del Genocidio armeno si riuscì a completare la stesura dell'Inno etiope. Poiché l'Inno fu gradito a Sua Maestà Imperiale, i quaranta ragazzi divennero gli orchestrali della nuova Banda Musicale della Guardia Imperiale Etiope (anche Banda Imperiale Etiope), e a seguito di ciò le bande musicali e la musica crebbero in tutta l'Etiopia.